# Tarik Rose
Tarik Rose (* 1971 in Kiel) ist ein deutscher Koch, Fernsehkoch und Restaurantbesitzer.

## Leben und Werdegang
Rose wurde als Sohn einer libyschen Familie in Kiel geboren, wo er auch aufwuchs. Als Jugendlicher arbeitete er als Pizzabäcker und Tellerwäscher, um sich zusätzliches Geld zu verdienen. Seine Leidenschaft fürs Kochen wurde beim gemeinsamen Kochen mit seinem Großvater geweckt. Seine Ausbildung zum Koch absolvierte er im Fayence in Kiel. Anschließend ging er nach Hamburg und wurde 2004 Küchenchef des Restaurant Engel in Hamburg, das zu dieser Zeit Christian Rach gehörte. 2016 wurde er Inhaber des Restaurants. Die Küche im Restaurant Engel ist regional und saisonal geprägt, es werden norddeutsche Klassiker neu interpretiert.
Seit 2011 kocht Tarik Rose zudem im Wechsel mit verschiedenen anderen Köchen regelmäßig in der Sendung Mein Nachmittag im NDR. Gemeinsam mit Chakall und Frank Buchholz war er zwei Staffeln zwischen 2013 und 2015 in der Sendung Beef Buddies auf ZDFneo zu sehen.
In der Fernsehsendung ARD-Buffet ist Tarik Rose seit 2014 jeden Monat als Gastkoch zu sehen. Der NDR produzierte 2014–2015 gemeinsam mit Tarik Rose und Carlo von Tiedemann 5 Folgen der Sendung "Carlos Koch-Chaos". Seit 2016 hat er seine eigene Sendung mit dem Titel Iss besser! im NDR. In den Staffeln von Iss besser! Tariks wilde Küche fährt Rose zu nachhaltig agierenden Erzeugern und Bauern und kocht vor Ort mit den Inhabern. Aufgrund der COVID19-Pandemie 2020/2021 war das nicht möglich, sodass das Format abgeändert wurde. In den neueren Folgen kocht Rose gemeinsam mit „Ernährungsdoc“ Matthias Riedl unter dem Titel „Iss besser! einfach gesund kochen.“
Seit Juni 2017 tritt Rose als Juror ab und an in der ZDF-Sendung Die Küchenschlacht auf. 2018 erschien sein erstes Kochbuch im ZS Verlag München mit dem Titel Tarik kocht dich fit. Im Februar 2021 veröffentlichte er gemeinsam mit Matthias Riedl sein zweites Kochbuch Iss besser! einfach gesund essen.

## Publikationen (Auszug)
- Noch mehr Butter bei die Fische: Hamburger Koch-Künstler. Ihre Rezepte. Ihre Restaurants. Ihre Ideen. Franckh-Kosmos, Stuttgart 2009, ISBN 978-3-440-12129-0
- Tarik kocht dich fit, Februar 2018, ZS Verlag GmbH (München), ISBN 978-3-89883-741-5
- ISS BESSER! Einfach gesund kochen, Februar 2021, ZS Verlag GmbH (München), ISBN 978-3-96584-096-6